# Sphenometopa czernyi
Sphenometopa czernyi är en tvåvingeart som först beskrevs av Gabriel Strobl 1909.  Sphenometopa czernyi ingår i släktet Sphenometopa och familjen köttflugor.
Artens utbredningsområde är Spanien. Inga underarter finns listade i Catalogue of Life.